# Mabuiag Island Airport
Mabuiag Island Airport är en flygplats i Australien. Den ligger i kommunen Torres Strait Island och delstaten Queensland, omkring 2 300 kilometer nordväst om delstatshuvudstaden Brisbane. Den ligger på ön Mabuiag Island.
Trakten är glest befolkad. Det finns inga samhällen i närheten. 
Savannklimat råder i trakten. Genomsnittlig årsnederbörd är 1 737 millimeter. Den regnigaste månaden är januari, med i genomsnitt 465 mm nederbörd, och den torraste är september, med 2 mm nederbörd.